# Брусовка (Донецкая область)
Брусовка (укр. Брусівка) — село на Украине, подчиняется Лиманской городской общине Краматорского района Донецкой области.
Иногда село называют Брусино из-за расположенной в нём известной базы отдыха с таким названием.
Код КОАТУУ — 1413390001. Население по переписи 2001 года составляет 163 человек. Почтовый индекс — 84460. Телефонный код — 6261.

## Местная власть
84400, Донецкая область, г. Лиман, ул. Независимости, 46